# Multi Application Curvature Adaptive Optics
Pour les articles homonymes, voir MACAO.
Multi Application Curvature Adaptive Optics (MACAO) est le système d'optique adaptative retenu par l'ESO pour équiper :
1. Le foyer coudé de chacun de ses 4 UTs pour le VLTI
2. Le foyer Nasmyth A de l'UT1 pour l'instrument CRIRES
3. Le foyer Nasmyth A de l'UT4 pour l'instrument SINFONI